# Saker jag inte förstår - och personer jag inte gillar
Saker jag inte förstår - och personer jag inte gillar är en bok av Lena Sundström som utkom år 2005 och som tar upp den högervridning som Sundström tycker sig se hos Socialdemokraterna.
Elektricitet är det första ämnet, eller rättare sagt: bristen på. För vissa – de som inte kan betala elräkningarna på grund av att priserna gått upp sedan avregleringen av elmarknaden. Sundström har i detta kapitel klistrat in en artikel från 1993 där Göran Persson nämner fem argument emot en avreglering, och Sundström menar att de argumenten var och är starka, speciellt med tanke på den utveckling som skett. 
Sedan tas alkoholpolitiken upp, där Sundströms tes är att alkoholen idag betraktas som vilken vara som helst och att svenska politiker ljugit för att få folk att tro att alkoholpolitiken var tryggad. Sverige har, menar hon, lagt sig platt i alkoholfrågan vilket har lett till den ökade konsumtionen. 
Övriga ämnen är Schengenavtalet, pensionssystemet, Sveriges ekonomiska utveckling, Telia-utförsäljningen (där aktien sjönk rejält och många svenska som köpt tappade sina besparingar) samt de statliga kasinona.
Boken är, för att citera en recensent, i Michael Moore-stil, vilket syftar på att Lena ringer upp och jagar dem hon anser är skyldiga till förfallet, samt att hon har en humoristisk underton i det hon skriver, till exempel när hon föreslår att elbolagen borde starta en ny dokusåpa, en ny version av Riket: "Lev som på medeltiden – i ett hus byggt för 2005". Detta syftade på orkanen Gudrun och alla dess offer som tvingades leva precis under de förhållandena – samtidigt som de fick elräkningar för tiden då strömmen varit borta.
Boken har fått mycket goda recensioner. Negativ kritik har dock förekommit av personer som ansett att Sundström inte tar upp varför till exempel avregleringen av kreditmarknaden skett. Vad hon egentligen vill, menar vissa, står också oklart. Hon tar enligt dessa bara upp vad hon tycker är dåligt, inte hur hon vill att det skall förändras.